# Шубіна Маргарита Валеріївна
Маргарита Валеріївна Шубіна (нар.. 4 квітня 1966, УРСР) — радянська, російська і українська акторка та режисерка. Заслужена артистка Росії (2009).

## Життєпис
Маргарита Шубіна народилася 4 квітня 1966 року.
У дитинстві вчилася в художньому училищі. У старших класах перемогла на міській олімпіаді з літератури і отримала направлення до Літературного інституту імені Горького. Але ні художницею, ні письменницею не стала. За власними словами, вона «росла шибайголовою та бешкетницею» і через непосидючість не змогла довго сидіти за мольбертом або писати романи.
Під час навчання на четвертому курсі Державного інституту театрального мистецтва (російською — ГІТІС) на курсі у Оскара Ремеза Маргариті Шубіній надійшла пропозиція від Андрія Гончарова зіграти в Московському театрі імені Володимира Маяковського. Завдяки її чудовій акторській грі після закінчення РАТІ в 1987 році до неї надійшли запрошення майже від всіх театрів столиці, але акторка віддала перевагу іншим Театр імені Моссовєта, в якому працює і зараз.
Вважається, що дебютною картиною Маргарити Шубіної був фільм Вадима Зобіна «Неділя, пів на сьому», знятий в 1988 році. Однак насправді акторка дебютувала в кіно в 1984 році в картині Михайла Туманішвілі «Смуга перешкод». З тих пір вона знялася в кількох непомітних ролях. Велику популярність Шубіній принесла роль фельдшерки Орлової в телесеріалі «Швидка медична допомога» режисерів Анатолія Артамонова та Геннадія Каюмова. З тих пір Шубіна стала активно зніматися в кіно. Зараз на її рахунку близько 60 ролей. Дуже часто вона грає нещасливих в особистому житті жінок — капітан Махова в телесеріалі «МУР є МУР», Раєчка в телесеріалі «Ешелон», Тоня у фільмі «Ніжний барс», Любка в телесеріалі «Свати».
Дебютом Маргарити Шубіної як режисерки стала картина «Люди жили і не знали».

## Нагороди
24 квітня 2009 року указом Президента Росії Маргариті Шубіній присвоєно звання «Заслужена артистка Росії».

## Родина
Акторку сама виховувала мати Валентина, яка працюввала вчителькою. Вона була вбита у власній квартирі. 
Чоловік — її колишній однокурсник Владислав Сич, в минулому актор театру, а нині бізнесмен.
У подружжя двоє синів — Максим і Серафим. Хрещеним батьком Максима був Андрій Ільїн, а хрещеними батьками Серафима — Олександр Самойленко та Влада Садовська.

## Творчість

### Театральні роботи
- «Калігула» — Цезонія[5]
- " Біг " — Люська
- «Жіночий стіл в „Мисливському залі“» — Шагане
- «Мати Ісуса» — дочка
- «Школа дружин» — Жоржетта
- «Утішитель вдів» — Граціелла
- «Дванадцята ніч» — Олівія
- «Дама! Дама! Ще дама!..» — Замухришкін
- «Фома Опискін» — Тетяна Іванівна
- «Крихітка Цахес» — пані Лізо
- " Ревізор " — Анна Андріївна

### Фільмографія

#### Актриса
- 1984 — Смуга перешкод
- 1988 — Неділя, пів на сьому — Віра Ломакіна, «подруга» Соні
- 1988 — Білі ворони — Шубіна, чергова в готелі
- 1991 — Готель «Едем» — Любов
- 1992 — На тебе уповаю — Свєтка, вихователька в дитячому будинку
- 1992 — Рукопис
- 1995 — На розі, у Патріарших — Нінка
- 1995 — Чорна вуаль — Марія Ігнатова, прислуга, коханка Рокшина
- 2000 — Хороші та погані — Зіна
- 2001 — Марш Турецького — Божена
- 2001 — Мамука
- 2001 — Сімейні таємниці — адвокатка Лариса Рогозіна
- 2001 — 2004 — Ростов-тато — Аліна / Кармен
- 2002 — Атлантида
- 2003 — Інша жінка, інший чоловік… — Клара, подруга Марини
- 2003 — Москва. Центральний округ — Галина Хомська, співачка
- 2003 — 2005 — Швидка медична допомога — Надія Михайлівна Орлова, фельдшерка швидкої допомоги
- 2003 — Смугасте літо — лікарка
- 2004 — Повернення Титаніка 2 — Капітоліна
- 2005 — МУР є МУР 3 — Олена Сергіївна Махова, капітан міліції
- 2005 — Вбити Беллу — дружина головлікаря психіатричної клініки
- 2005 — Ешелон — Раєчка
- 2006 — Біси — Юлія Михайлівна, губернаторша
- 2006 — Кром
- 2006 — Ніжний барс — Тоня, подруга Люди
- 2007 — Громадянин начальник — Майя Михайлівна Каюрова
- 2007 — Кука — Раїса Михайлівна Савицька, директорка дитячого притулку
- 2007 — Репетитор — Ольга, подруга Ірини
- 2007 — Танець живота — Рита, подруга Ніни
- 2008 — Пісочний дощ — Ліза
- 2009 — Свати 3 — Любов Георгіївна, сусідка Будько
- 2010 — Гаражі — Емма Павлівна Канторакі
- 2010 — Ялинки — директор дитбудинку
- 2010 — Коли зацвіте багно — Вероніка Петрівна Короленко, сестра Олексія
- 2011 — Літо Індиго — інопланетянка
- 2011 — Тунгуський метеорит — екскурсоводка
- 2011 — Справа гастроному № 1 — Галина Брежнєва
- 2012 — Зі мною ось що відбувається — Ольга
- 2013 — Свати 6 — Любов Георгіївна, сусідка Будько
- 2014 — Левіафан — Ґорюнова, прокурорка
- 2016 — Провокатор — Алла Феліксівна, режисерка лялькового театру
- 2017 — Капітанша — «Тітка Катя»
- 2021 — Свати 7 — «Любов Георгіївна, сусідка Будько»

#### Режисер
- 2011 — І був день …